# Alfonso Di Pasquale
Alfonso Di Pasquale (Andria, 20 agosto 1899 – Roma, 15 marzo 1987) è stato un pittore italiano.

## Biografia
Rimasto orfano all'età di sette anni, cresce in condizioni di precarietà economica. Nel 1917 viene arruolato in artiglieria ed assiste alla disfatta di Caporetto. Notato per la sua abilità nel disegno, viene incaricato di disegnare le tavole di tiro. Dopo aver combattuto sul Piave (era uno dei ragazzi del '99) si trasferisce a Roma, dove viene assunto come disegnatore tecnico nel Servizio Geologico del Ministero dell'Agricoltura. Contemporaneamente si dedica all'attività artistica e si diploma all'Accademia di Belle Arti di Roma e la sua attività, iniziata all'inizio degli anni '20 si protrae per mezzo secolo.
Di Pasquale inizia così un'attività artistica che porterà a un ampio curriculum di mostre, dalle Quadriennali di Roma, al Premio Michetti, collaborando con riviste d'arte. Diventa consulente, critico d'arte e illustratore di periodici. Chiamato a periziare un quadro di Giorgio De Chirico, avrà occasione di conoscere e frequentare il grande pittore, che ne apprezza la capacità di dare alla sua pittura ad olio la luminosità dell'acquarello. 
Intanto, l'artista ha sposato la moglie Incoronata, originaria di Lavello: e la cittadina lucana rimarrà soggetto ricorrente dei suoi quadri. Di matrice figurativa realista, trova i suoi momenti migliori nei paesaggi, nei ritratti e nelle scene di vita quotidiana. Alla sua morte ha lasciato il corpus delle sue opere alla città di Andria.